# Johan Eliasch

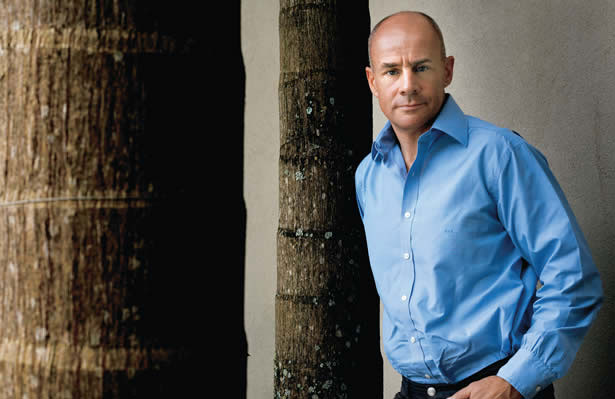
Johan Eliasch (2015)

Johan Carl Eliasch (* 15. Februar 1962 in Djursholm) ist ein schwedisch-britischer Geschäftsmann, Vorstandsvorsitzender und Chief Executive Officer (CEO) der HEAD N.V. mit Sitz in Amsterdam und Kennelbach, eines internationalen Sportartikelherstellers. Laut der Sunday Times Rich List 2020 ist er Multimilliardär und gehört zu den reichsten Briten (Stand 2020). Am 4. Juni 2021 wurde Eliasch zum neuen Präsidenten des internationalen Skiverbandes FIS gewählt.

## Politische Aktivitäten
Eliasch war bereits früh politisch aktiv. So hatte er bereits von 1979 bis 1982 den Vorsitz der schwedischen jungkonservativen Partei Moderata ungdomsförbundet (MUF) in Djursholm inne. Von 1999 bis 2006 war er Mitglied der Handels- und Industriedelegation des Bundespräsidenten Österreichs. Eliasch war von 1999 bis 2007 in verschiedenen politischen Funktionen für die britische Conservative Party tätig, darunter als Sonderberater der oppositionellen Außenminister Michael Howard, Francis Maude und Michael Ancram (1999 bis 2006) und der Oppositionsführer William Hague und Iain Duncan Smith (1999 bis 2006) sowie als stellvertretender Schatzmeister der Partei (2003 bis 2007). Von 2007 bis 2010 wurde er als Sonderbeauftragter für Entwaldung und erneuerbare Energien des damaligen Premierministers Gordon Brown, Labour Party, in der britischen Regierung eingesetzt. Als Mitglied des Shadow Foreign Office war er außenpolitischer Sprecher der Opposition. Im Jahre 2006 gründete Eliasch zusammen mit Michael Ancram das Global Strategy Forum, eine in London ansässige Denkfabrik über auswärtige Angelegenheiten, deren Präsidentschaft Ancram heute noch innehat.

## Geschäftsleben
Nachdem Eliasch die Universität und die Königliche Technische Hochschule in Stockholm absolviert hatte, verließ er mit 22 Jahren Schweden und ging nach London, um seine geschäftliche Karriere in der Tufting Group mit Umstrukturierungen und Investitionen von hauptsächlich Schifffahrts- und Erdgasunternehmen, die am Markt in Schwierigkeiten geraten waren, zu beginnen. Im Jahre 1991 machte er sich mit der Gründung seiner eigenen Investmentgruppe Equity Partners selbstständig. Außerdem sitzt er im Board of Directors der Luxushotelgruppe Aman Resorts, der London Film Productions, der Foundation for Renewable Energy and Environment, der Longleat Enterprises und der Pitch@Palace Global. Des Weiteren ist er beratendes Vorstandsmitglied der All-Party Parliamentary Group for the Polar Regions, der Brasilinvest Group und des Stockholm Resilience Centre sowie Vorsitzender und leitender Treuhänder der Saatchi Gallery. Seit 1995 ist er Vorstandsvorsitzender der HEAD N.V. mit Sitz in Amsterdam und Kennelbach. Aus dem insolventen Unternehmen machte er einen der profitabelsten internationalen Sportartikelhersteller.
Eliasch fungierte von 1996 bis 2002 als Beirat der World Peace Foundation und von 1997 bis 2016 als Sportbeirat des Peres Center for Peace in Israel. Des Weiteren als Beirat tätig war er von 2003 bis 2012 bei der British Olympic Association, von 2004 bis 2015 beim Centre for Social Justice (CSJ), von 2005 bis 2015 bei der Société du Louvre und von 2013 bis 2015 bei Capstar. Von 2002 bis 2009 saß er im Board of Directors der British Paralympic Association und von 2006 bis 2013 der International Management Group. Ohne Anteile an der Geschäftsführung innezuhaben, war er von 2008 bis 2015 Vorsitzender und Direktor der Starr Managing Agents, von 2010 bis 2014 Vorsitzender der Investcorp Europe und von 2015 bis 2017 Direktor der Acasta Enterprise.
Von 2008 bis 2016 war Eliasch Mitglied des Internationalen Wirtschaftsbeirats des Bürgermeisters von London und von 2010 bis 2016 auch der Bürgermeister von Jerusalem und Rom. Zu dieser Zeit war er auch Treuhänder der Kew Foundation, Patron der Universität Stockholm und leitete das Programm für Lebensmittel-, Energie- und Wassersicherheit am Royal United Services Institute (RUSI).

## Präsident des FIS
Eliasch ist Nachfolger von Gian Franco Kasper. Er versucht, die Vermarktung der FIS neu zu organisieren und zu zentralisieren. Dies lehnen die nationalen Verbände (Mitglieder der FIS) ab.
Auf der FIS-Jahreshauptversammlung im Mai 2022 trat Eliasch ohne Gegenkandidat zur Wiederwahl (für vier Jahre) an. 
Bei der Wahl bestand nur die Möglichkeit, für Eliasch zu stimmen oder sich zu enthalten – eine Abstimmung mit „Nein“ war nicht möglich. Der DSV nannte dies später eine Farce. Vier Skiverbände (Deutschland, Österreich, Schweiz, Kroatien) strengten eine Klage gegen Eliasch vor dem Internationalen Sportgerichtshof an; später zogen sie sie zurück.

## Umweltaktivitäten
Im Jahre 2005 gründete Eliasch den Rainforest Trust und erwarb zu Schutzzwecken ein 1600 Quadratkilometer großes Regenwaldgebiet nahe dem Rio Madeira im Amazonasbecken. Die Kosten beliefen sich auf etwa 62,6 Mill. R$. Im folgenden Jahr gründete er mit Frank Field den Hilfsverein Cool Earth, der lokale Nichtregierungsorganisationen (NGO) zur Erhaltung des Regenwalds fördert und 2010 bereits über 120.000 registrierte Mitglieder verzeichnete. Im Jahr 2007 wurde Eliasch von der britischen Regierung beauftragt, ein unabhängiges Gutachten über die Rolle internationaler Finanzmechanismen zur Erhaltung globaler Wälder im Kampf gegen den Klimawandel zu erstellen. Der britische Premierminister Gordon Brown ernannte ihn zum Special Representative on Deforestation and Clean Energy und rief im Oktober 2008 das Eliasch Review ins Leben, das als Richtlinie für REDD (Reduced Emissions from Deforestation and Degradation) im Rahmen der internationalen Klimarahmenkonvention (UNFCCC) diente.
Im Juni 2008 berichteten brasilianische und internationale Medien, dass dem Eliasch gehörenden Unternehmen Gethal vom Instituto Brasileiro do Meio Ambiente e dos Recursos Naturais Renováveis (IBAMA) eine Geldbuße in Höhe von 450 Mill. R$ wegen illegaler Rodung einer knapp 700 Quadratkilometer großen Fläche im Amazonasgebiet verhängt worden war. Das Verfahren gegen Eliasch wurde 2013 eingestellt, denn die Ermittlungen hatten ergeben, dass er zum entsprechenden Zeitpunkt das Unternehmen Gethal noch nicht besessen hatte. Gethal erklärte in einer Pressemitteilung, dass die Holzeinschlagaktivitäten gemäß den Richtlinien des Forest Stewardship Council (FSC) durchgeführt worden seien, einer Zertifizierung, die das Unternehmen im Jahre 2000 als eines der ersten Unternehmen in Brasilien erhalten hatte. Mit der Übernahme der insolventen Gethal im Jahre 2005 hatte Eliasch die Holzfällungen gestoppt und kam in den Besitz von weiteren 650 Quadratkilometer Land im südlichen Amazonasgebiet. Eliasch lud Wissenschaftler ein, um die Fauna und Flora zu erforschen und nach unbekannten Arten zu suchen.

## Persönliches
Eliasch war von 1988 bis 2006 mit der Fotografin und Filmemacherin Amanda Eliasch verheiratet. Zusammen haben sie zwei Söhne, Jack und Charles. Letzterer ist ein Opernsänger. Heute lebt Johan Eliasch in London.